# 박경민 (1990년 5월)
박경민(한국 한자: 朴京民, 1990년 5월 8일 ~ )은 대한민국의 전 축구 선수이며, 포지션은 미드필더였다.